# Battaglia di Parigi
La battaglia di Parigi del 1814 fu l'episodio finale del primo regno di Napoleone I che portò dopo la perdita di questo scontro alla sua abdicazione ed all'esilio sull'Isola d'Elba.

## Sfondo
Nel 1813 Napoleone si stava ritirando verso la Francia dopo il fallimento dell'invasione della Russia. Le armate della coalizione si riunirono e a questo punto sconfissero i francesi nella Battaglia di Lipsia. L'imperatore austriaco Francesco I era interessato a siglare una pace coi francesi, mentre lo zar Alessandro I e Federico Guglielmo III di Prussia erano determinati ad invadere la Francia. Come Napoleone era entrato a Mosca, così lo zar desiderava entrare in Parigi. Sino a questa battaglia Parigi non aveva subito un'invasione da 400 anni.

## Eserciti coinvolti
Austriaci, prussiani e russi si erano radunati coi loro eserciti al comando del feldmaresciallo principe Karl Philipp Schwarzenberg, ma la vera forza trainante degli eserciti furono la discesa in campo dei sovrani russo e prussiano. La coalizione in totale aveva raccolto 100 000 uomini. Napoleone aveva lasciato a suo fratello Giuseppe il compito di difendere Parigi con 20 000 truppe regolari agli ordini del maresciallo Auguste Marmont assieme a 30 000 uomini della guardia nazionale e piccole forze della Guardia Imperiale comandate dai marescialli Bon Adrien Jeannot de Moncey e Édouard Adolphe Casimir Joseph Mortier.

## La battaglia

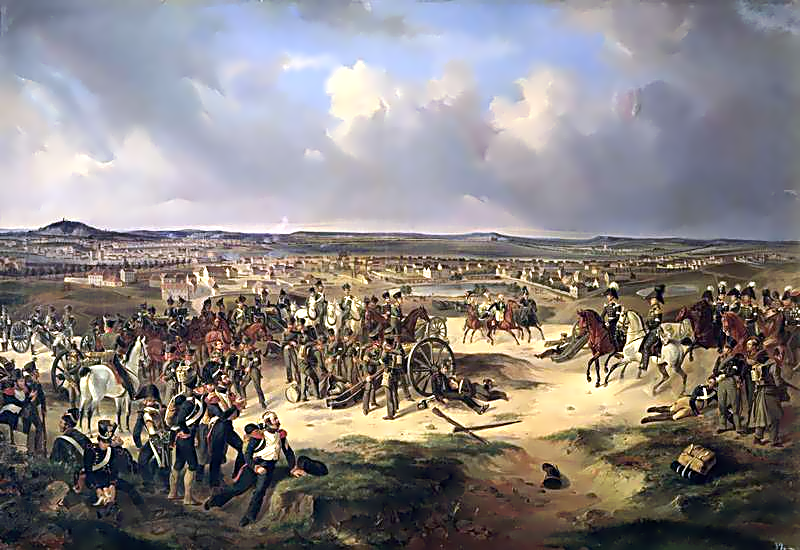
Il campo di battaglia dello scontro di Parigi nel 1814

Le armate della coalizione giunsero alle mura di Parigi il 29 marzo del 1814. Accampatisi al di fuori della città, le truppe coalizzate attaccarono il mattino successivo con grande pressione dei russi che si concentrarono presso Romainville nei loro attacchi, che vennero respinti. Alcune ore dopo i prussiani, al comando del generale Blücher, attaccarono la parte nord della città - e fecero indietreggiare le posizioni francesi, che si attestarono attorno ad Aubervilliers - ma non pressarono l'attacco. Le truppe del Württemberg si posizionarono a Saint-Maur, nell'area sudoccidentale. I russi tentarono di guidare nuovamente l'attacco ma in parte vennero frenati dalla Guardia Imperiale sin quando i prussiani non giunsero alle loro spalle. Le forze dello zar a questo punto assalirono Montmartre dove era attestato il quartier generale di Giuseppe Bonaparte dall'inizio della battaglia. Il controllo della collina di Montmartre, ad ogni modo, portò l'abbandono della città da parte del fratello di Napoleone e Marmont prese contatti con i coalizzati per raggiungere con loro un accordo segreto col quale fece spostare le proprie truppe in un punto preciso ove venne accerchiato dalle truppe della coalizione e dove Marmont decise di arrendersi.

## La resa

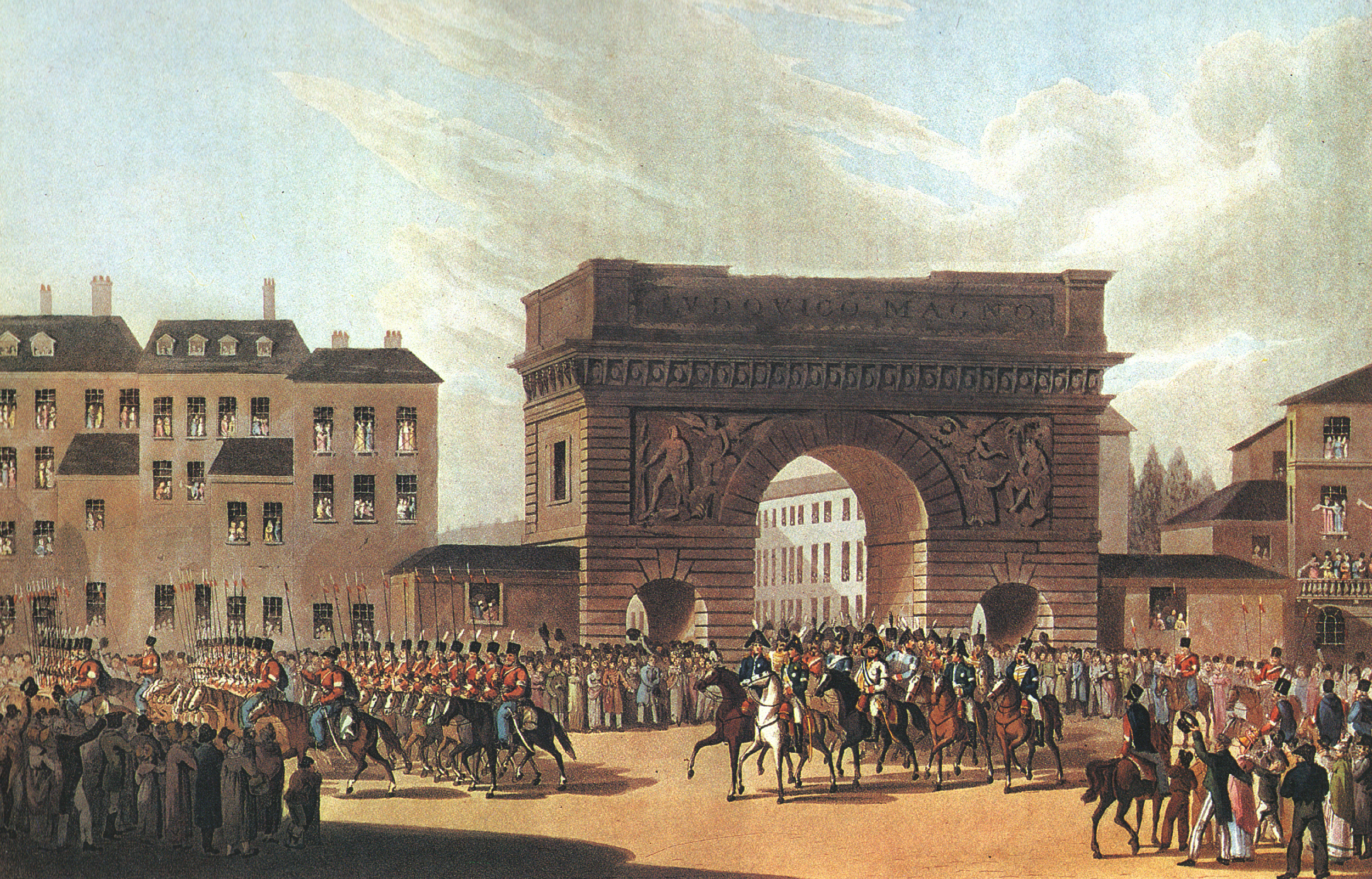
L'ingresso delle truppe russe a Parigi

Lo zar di Russia inviò un legato a incontrarsi con i francesi per intimare loro la resa. Alessandro I decise di dimostrarsi generoso coi francesi e si dichiarò disponibile a siglare una pace piuttosto che distruggere il paese. Il 31 marzo Talleyrand offrì ufficialmente le chiavi della città allo zar e quel giorno stesso le armate della coalizione fecero il loro ingresso a Parigi con lo zar alla testa delle armate, seguito dal re di Prussia e dal feldmaresciallo Schwarzenberg. Napoleone si dimostrò oltraggiato dalla resa di Parigi, ma venne forzato ad abdicare il 6 aprile di quell'anno. Tra i termini della sua abdicazione era incluso l'esilio all'Isola d'Elba e la creazione del Trattato di Fontainebleau l'11 aprile di quell'anno.